# Попов, Алексей Евгеньевич
Алексей Евгеньевич Попов (30 марта 1911 год, село Улусчерга — ноябрь 1999 год, Бийск) — шофёр Бийского автохозяйства Алтайского управления автомобильного транспорта Министерства автомобильного транспорта и шоссейных дорог РСФСР. Герой Социалистического Труда (1966). Заслуженный работник транспорта РСФСР.

## Биография
Родился в 1911 году в крестьянской семье в селе Улусчерга (сегодня — Шебалинский район Республики Алтай). Трудиться начал в 15 лет. Вместе с отцом возил гужевым транспортом грузы в Монголию. В 1930 году вступил в местный колхоз. Продолжал возить колхозные грузы из Бийска по Чуйскому тракту. В 1937 году вместе со семьёй переселился в село Иня, где поступил на водительские курсы, по окончании которых стал водителем грузового ЗИС-5 на Ининской автобазе, потом — в торговом объединении «Совмонгтувторг». В 1942 году был призван на службу в Красную Армию. Служил в Сибирском военном округе.
После демобилизации возвратился в 1946 году в Бийск, где стал трудиться водителем в объединении «Совмонголторг». С 1958 года проживал в селе Шебалино, где работал до выхода на пенсию на линейном пункте Чуйского тракта автотранспортного объединения «Совато-Бийск». Обеспечивал торговые перевозки между Монголией и Алтайским краем. Одним из первых на предприятии освоил вождение автопоездов.
Досрочно выполнил задания семилетки (1959—1965) и свои личные социалистические обязательства по перевозке грузов. Указом Президиума Верховного Совета СССР от 5 октября 1966 года за выдающиеся успехи, достигнутые в выполнении заданий семилетнего плана по перевозкам народохозяйственных грузов и пассажиров, строительству, ремонту и содержанию автомобильных дорог удостоен звания Героя Социалистического Труда с вручением ордена Ленина и золотой медали «Серп и Молот».
После выхода на пенсию проживал в Бийске. Скончался в ноябре 1999 года.

## Награды
- Герой Социалистического Труда — указом Президиума Верховного Совета СССР от 5 октября 1966 года
- Орден Ленина